# Halopteris opposita
Halopteris opposita is een hydroïdpoliep uit de familie Halopterididae. De poliep komt uit het geslacht Halopteris. Halopteris opposita werd in 1911 voor het eerst wetenschappelijk beschreven door Mulder & Trebilcock. 